# Městská dráha v Düsseldorfu
Městská dráha tvoří v Düsseldorfu, hlavním městě německé spolkové země Severní Porýní-Vestfálsko, společně s tramvajemi a vlaky S-Bahn páteř městské hromadné dopravy. Provoz městské dráhy, která je součástí systému Stadtbahn Rhein-Ruhr, byl zahájen v roce 1988. Celkem je v provozu 11 linek, z nichž některé zajíždí i do sousedních měst Duisburg, Krefeld, Meerbusch, Neuss a Ratingen. Provozovatelem systému je městský dopravní podnik Rheinbahn. Celá síť je integrována do tarifu místního dopravního systému Verkehrsverbund Rhein-Ruhr (VRR).

## Historie

### Tramvaje
Historie tramvají v Düsseldorfu se začala psát 6. února 1876, kdy belgický podnikatel Leopold Boyaert začal provozovat první dvě linky koněspřežné dráhy. Obě vyjížděly z Burgplatzu, jedna vedla k vlakovému nádraží a druhá ke koncertní síni Tonhalle. Elektrické tramvaje začaly městem jezdit 27. ledna 1896, první trať spojovala čtvrtě Grafenberg a Wehrhahn. Vzhledem k velkému úspěchu této trasy rozhodlo město v roce 1898 o elektrifikaci všech tramvajových linek. Ve stejném roce začala společnost Rheinische Bahngesellschaft (přímý předchůdce dnešního dopravního podniku Rheinbahn) provozovat rychlodráhu K-Bahn z Düsseldorfu do Krefeldu. V roce 1900 zahájila společnost Düsseldorf-Duisburger Kleinbahn provoz na D-Bahn mezi Düsseldorfem a Duisburgem. Společnost však byla rozpuštěna 1. dubna 1938 a od té doby D-Bahn společně provozují dopravní podniky měst Düsseldorf a Duisburg. Od 7. srpna 1971 provozuje Rheinbahn tramvaje také v sousedním městě Neuss.

### Plány na výstavbu metra
Stejně jako v jiných velkých městech tehdejšího Západního Německa, i v Düsseldorfu se v 60. letech 20. století objevily názory, že tramvaje zabírají v ulicích příliš mnoho místa a brání tak rozvoji osobní automobilové dopravy. Ve stejné době byl také představen návrh na výstavbu pěti linek metra, které by společně se třemi doplňkovými autobusovými linkami tramvaje zcela nahradily. Pod centrem města mělo mít metro dvě trasy, které by se křížily v místě dnešní přestupní stanice Heinrich-Heine-Allee. Na předměstích se pak měly trasy větvit na jednotlivé linky.

### Městská dráha
Na konci 60. let 20. století se mnoho měst spolkové země Severní Porýní-Vestfálsko začalo podílet na společném projektu Stadtbahn Rhein-Rhur, který měl za cíl nahradit stávající tramvajové systémy rychlodrážními tratěmi. Ty měly zlepšit nejen městskou, ale i meziměstskou dopravu mezi dotčenými městy. Düsseldorf se k tomuto projektu přidal v roce 1971, což znamenalo přepracování původních plánů na výstavbu metra ve prospěch městské dráhy. Práce na výstavbě první trasy městské dráhy, která vede po trase D-Bahn z Duisburgu jižním směrem přes centrum města a hlavní nádraží do čtvrti Oberbilk, byly zahájeny v roce 1973. První dvě podpovrchové stanice (Klever Straße a Nordstraße) byly uvedeny do provozu v roce 1981. Druhá trasa, která vede z měst Krefeld a Neuss (původní K-Bahn) taktéž k hlavnímu nádraží a dále do Elleru, byla budována v letech 1988 až 1993. Mezi stanicí Heinrich-Heine-Allee a hlavním nádražím byl pro tyto dvě trasy vybudován čtyřkolejný tunel, jehož stavba byla kompletně dokončena až v roce 2002. Tyto trasy společně využívá sedm linek městské dráhy (U70, U74–U79), které jsou obsluhovány vysokopodlažními vozidly.

### Nízkopodlažní linky
Stavební práce na třetí trase zvané Wehrhahn-Linie byly zahájeny v listopadu 2007. Centrální úsek tvoří tunel se šesti podpovrchovými stanicemi, který spojuje nádraží Düsseldorf-Bilk a Düsseldorf-Wehrhahn. Ve stanici Heinrich-Heine-Allee je možný přestup mezi všemi jedenácti linkami městské dráhy. Wehrhahn-Linie byla uvedena do provozu 21. února 2016 a od té doby ji využívají linky U71–U73 a U83. Je to jediná trasa městské dráhy v Düsseldorfu, na které jsou provozována nízkopodlažní vozidla NF8U, čímž také odpadá nutnost vybavovat stanice a zastávky vysokými náštupišti.

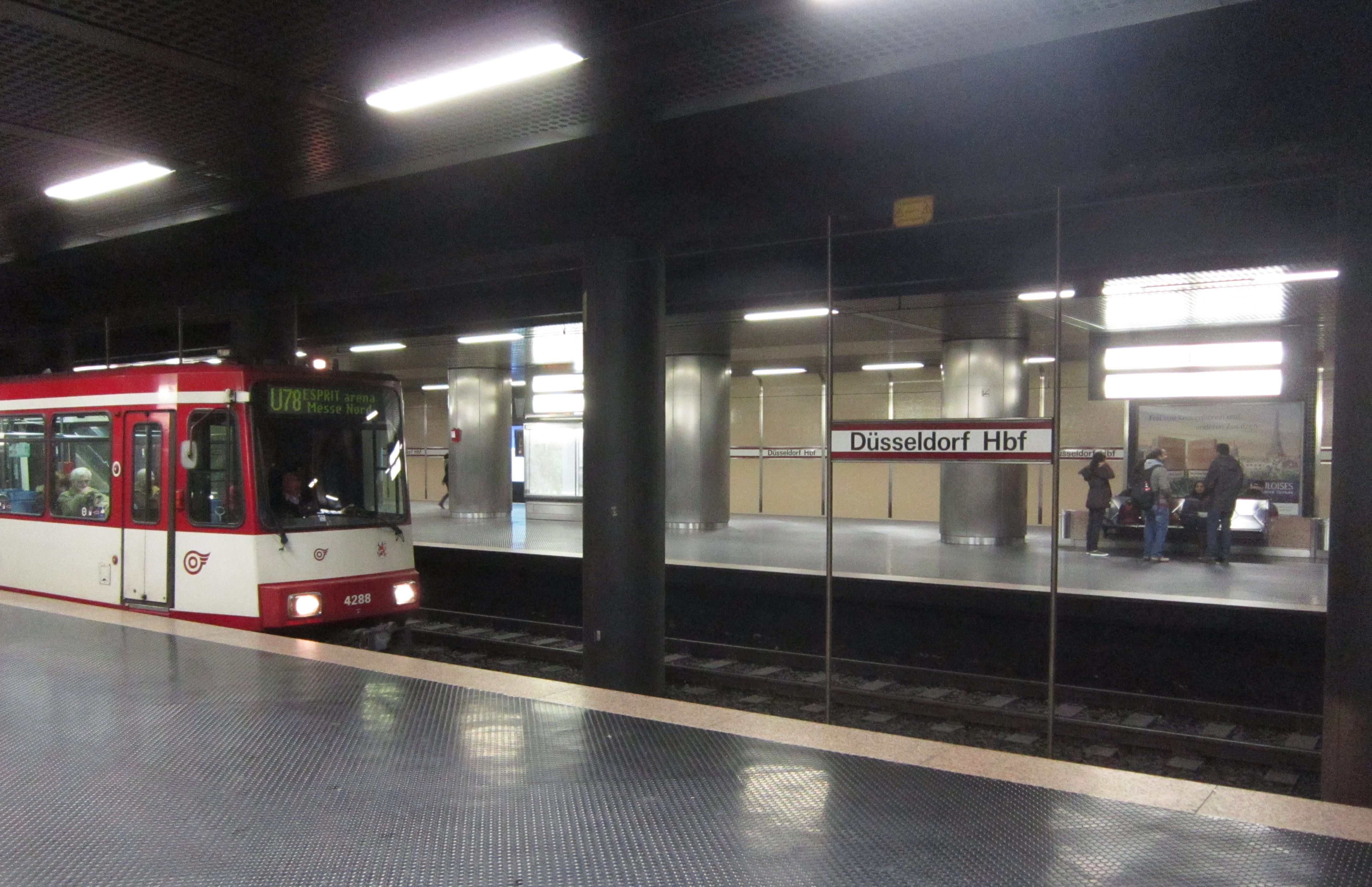
Stanice Hauptbahnhof
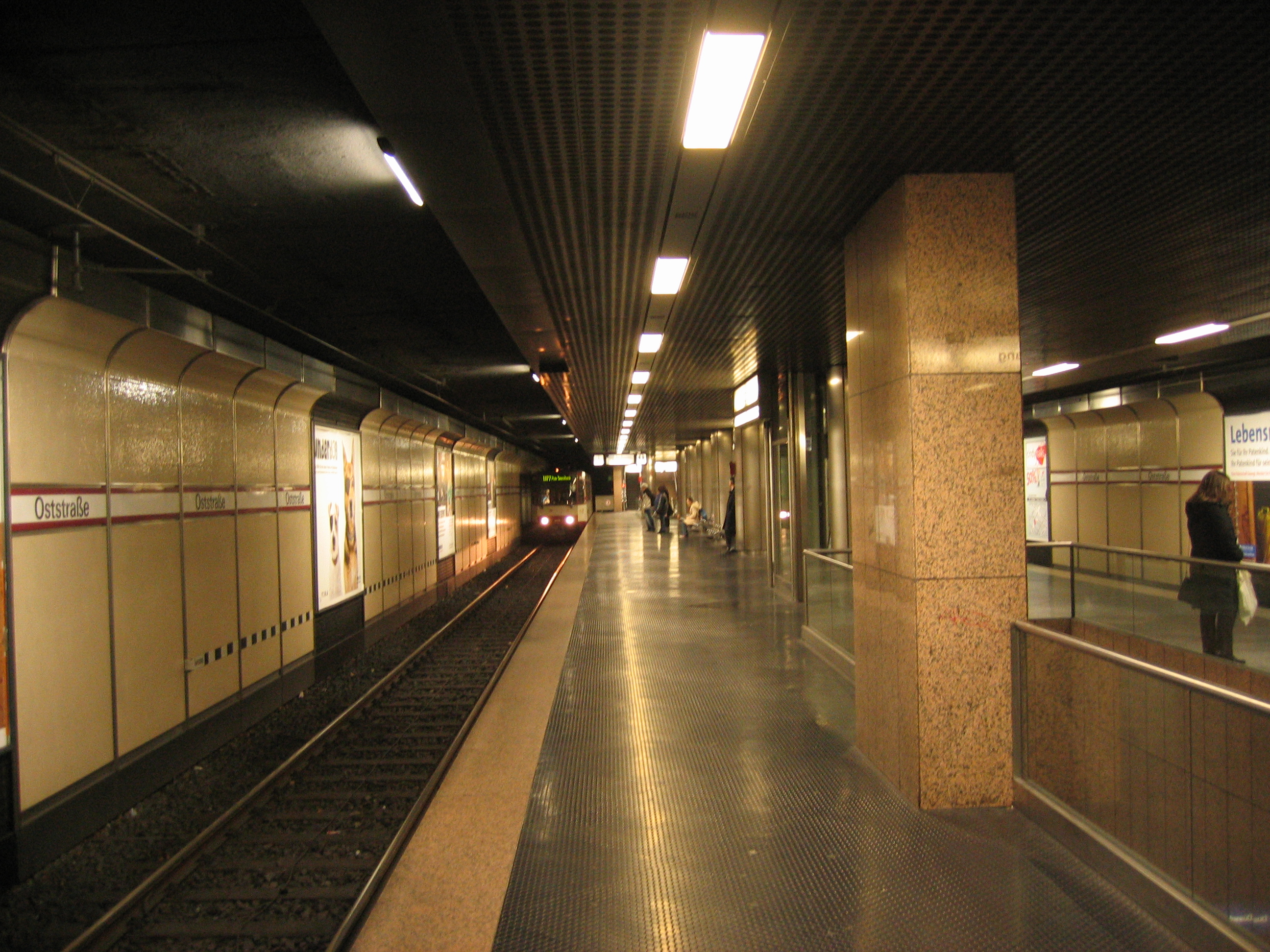
Stanice Oststraße
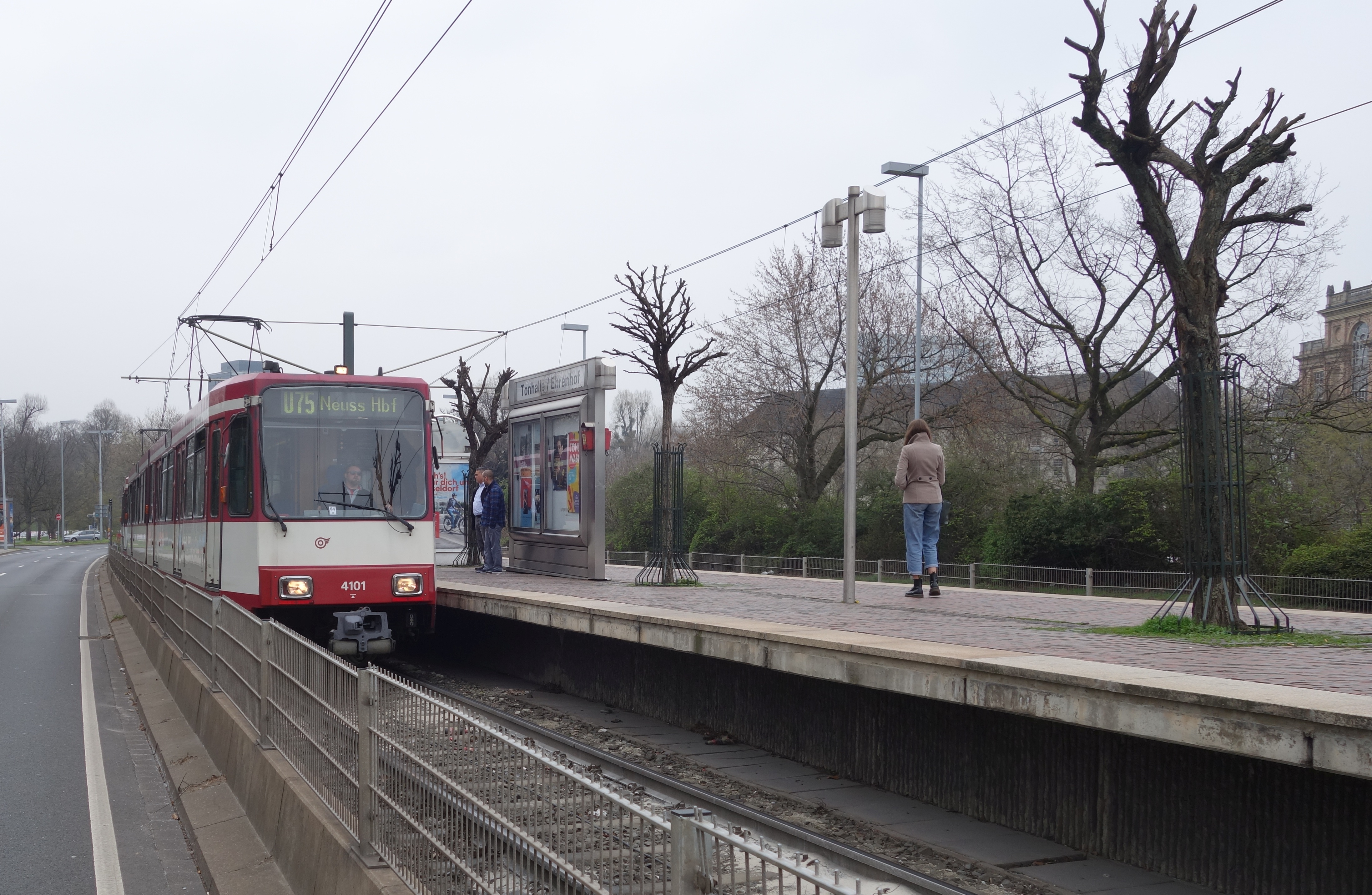
Stanice Tonhalle, Ehrenhof
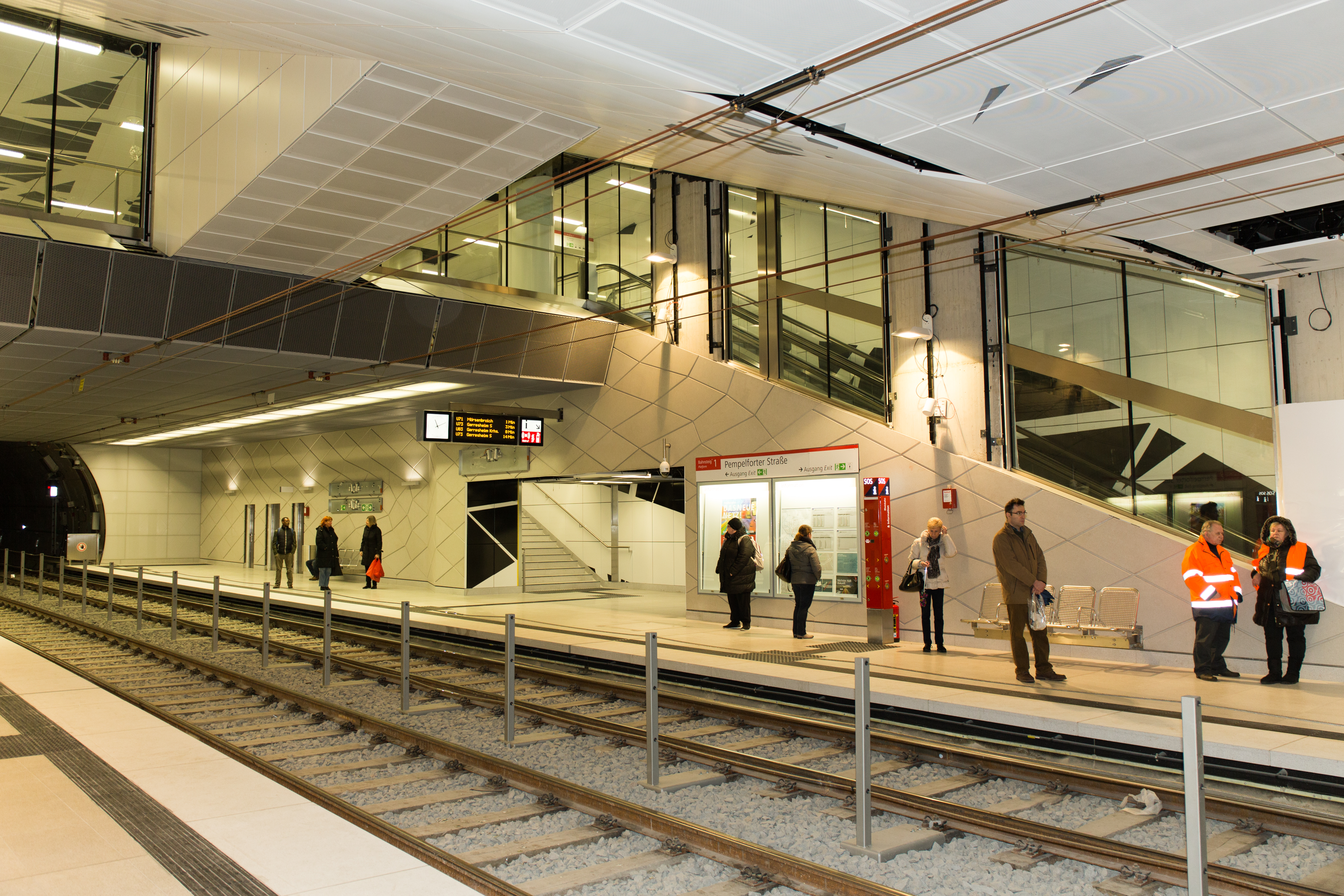
Pempelforter Straße na Wehrhahn-Linie
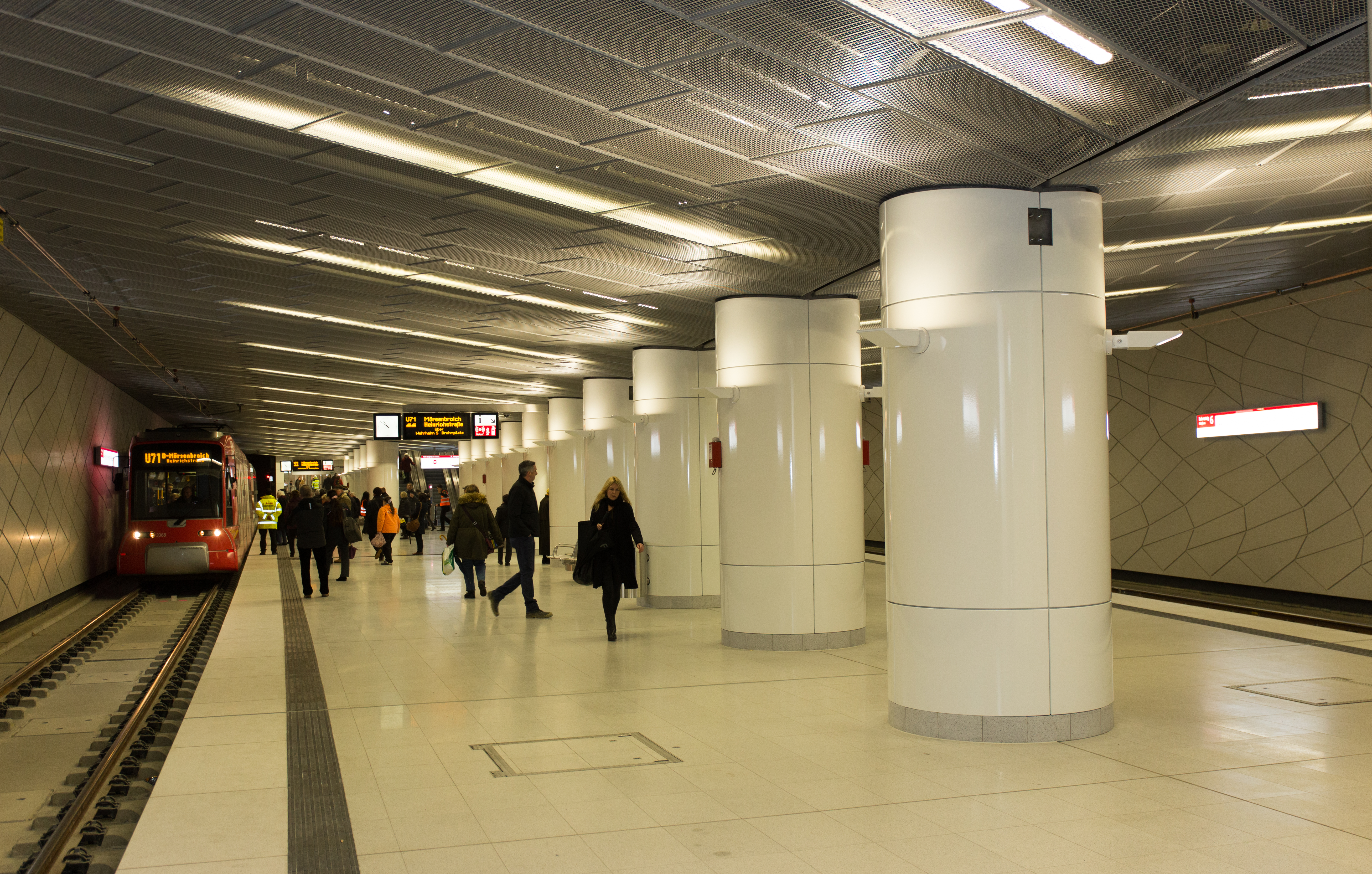
Linka U71 ve stanici Heinrich-Heine-Allee
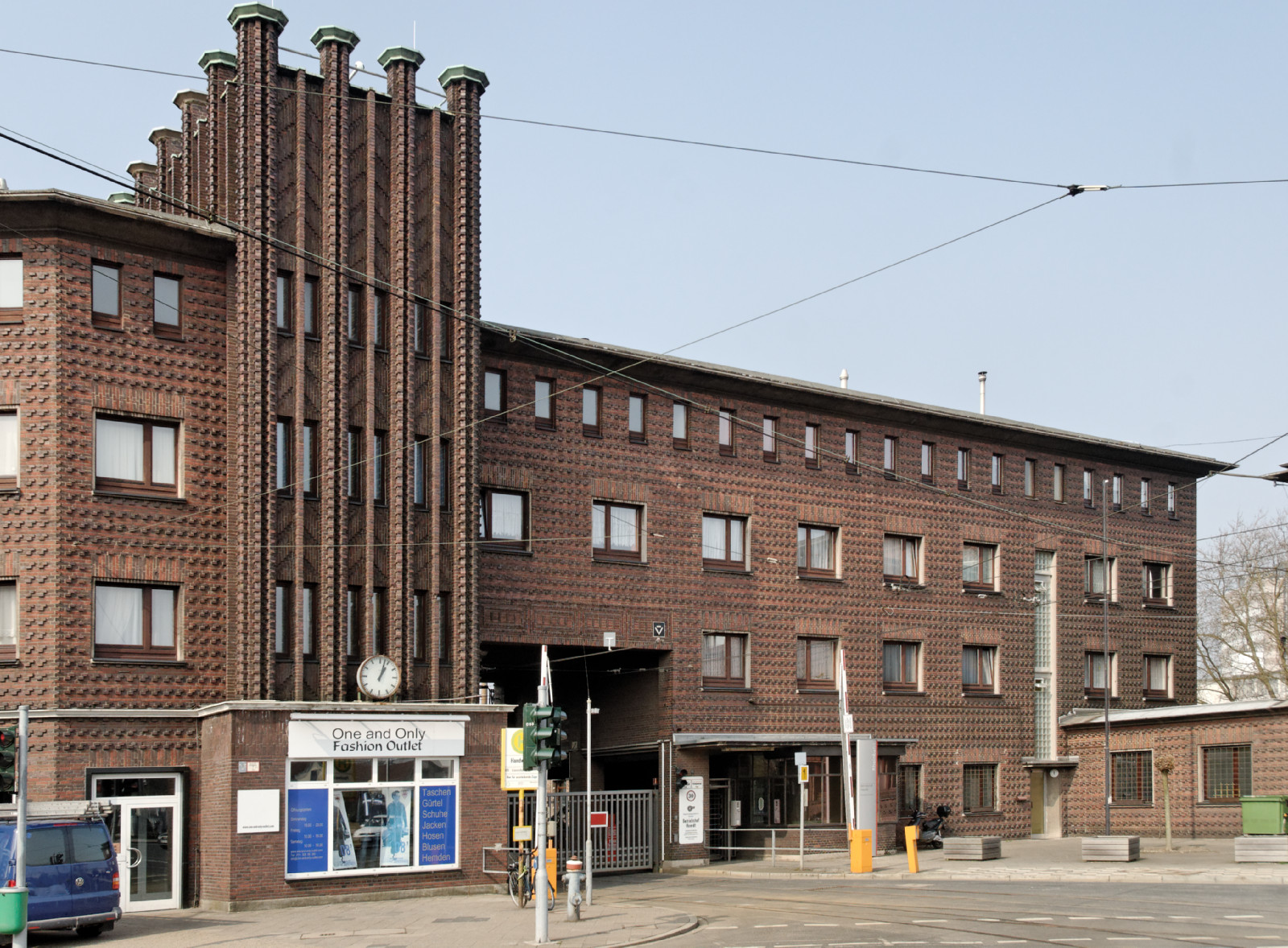
Vozovna Heerdt

## Současnost

### Linkové vedení
Stejně jako v sousedním Kolíně nad Rýnem došlo i v Düsseldorfu během výstavby městské dráhy k rozdělení sítě na nízkopodlažní a vysokopodlažní. Zatímco novější linky U71–U73 a U83 obsluhované nízkopodlažními vozidly NF8U jsou zcela bezbariérové, na trasách sedmi starších vysokopodlažních linek se nachází mnoho stanic a zastávek, které stále nebyly vybaveny nástupišti s nástupní hranou v potřebné výšce 90 cm. Všechna vysokopodlažní vozidla jsou z tohoto důvodu vybavena výklopnými schody, které umožňují nástup i z nízkých nástupišť.
| Linka | Trasa | Vozidla        | Poznámka                   |
| ----- | --- | -------------- | -------------------------- |
| U70   | Düsseldorf Hauptbahnhof – Heinrich-Heine-Allee – Lörick – Krefeld Rheinstraße                                                                                            | vysokopodlažní | expresní meziměstská linka |
| U71   | Düsseldorf Rath – Wehrhahn – Heinrich-Heine-Allee – Bilk – Holthausen – Düsseldorf Benrath, Betriebshof                                                                  | nízkopodlažní  |                            |
| U72   | Ratingen Mitte – Wehrhahn – Heinrich-Heine-Allee – Bilk – Düsseldorf Hellriegelstraße                                                                                    | nízkopodlažní  | meziměstská linka          |
| U73   | Düsseldorf Gerresheim – Wehrhahn – Heinrich-Heine-Allee – Bilk – Düsseldorf Universität Ost / Botanischer Garten                                                         | nízkopodlažní  |                            |
| U74   | Düsseldorf Holthausen – Düsseldorf Hauptbahnhof – Heinrich-Heine-Allee – Lörick – Meerbusch Görgesheide                                                                  | vysokopodlažní | meziměstská linka          |
| U75   | Düsseldorf Eller – Düsseldorf Hauptbahnhof – Heinrich-Heine-Allee – Nikolaus-Knopp-Platz – Neuss Hauptbahnhof                                                            | vysokopodlažní | meziměstská linka          |
| U76   | Düsseldorf Handelszentrum/Moskauer Straße – Düsseldorf Hauptbahnhof – Heinrich-Heine-Allee – Lörick – Krefeld Rheinstraße                                                | vysokopodlažní | meziměstská linka          |
| U77   | Düsseldorf Holthausen – Düsseldorf Hauptbahnhof – Heinrich-Heine-Allee – Düsseldorf Am Seestern                                                                          | vysokopodlažní |                            |
| U78   | Düsseldorf Hauptbahnhof – Heinrich-Heine-Allee – Freiligrathplatz – Düsseldorf Merkur Spiel-Arena/Messe Nord                                                             | vysokopodlažní |                            |
| U79   | Düsseldorf Universität Ost / Botanischer Garten – Düsseldorf Hauptbahnhof – Heinrich-Heine-Allee – Freiligrathplatz – Duisburg Hauptbahnhof – Duisburg Meiderich-Bahnhof | vysokopodlažní | meziměstská linka          |
| U83   | Düsseldorf Gerresheim, Krankenhaus – Wehrhahn – Heinrich-Heine-Allee – Bilk – Holthausen – Düsseldorf Benrath, Betriebshof                                               | nízkopodlažní  |                            |

### Vozový park
Nejstaršími vozidly v síti městské dráhy jsou tříčlánkové vysokopodlažní vozy Duewag GT8SU z let 1973 až 1975. Tyto původně tramvajové vozy byly v letech 2011 až 2013 vybaveny výklopnými schody, díky kterým mohou být nasazovány na linkách městské dráhy s vysokými nástupišti. Druhou generaci vysokopodlažních vozidel dopravního podniku Rheinbahn tvoří flotila vozů Stadtbahnwagen B, které byly dodány ve dvou sériích mezi lety 1981 a 1993. Na meziměstské lince U79 provozuje svá vozidla Stadtbahnwagen B také duisburský dopravní podnik DVG. Všechny GT8SU i Stadtbahnwagen B (včetně duisburských) mají být nahrazeny novými vozy Bombardier Flexity Swift HF6 a Siemens Avenio HF.
Nízkopodlažní vozidla NF8U, která vycházejí z typové řady Combino, vyrobila v letech 2006 až 2012 společnost Siemens. Vozidla jsou jednosměrná, dveře mají na obou stranách a na linkách U71–U73 a U83 jsou provozována zásadně ve dvojicích.  

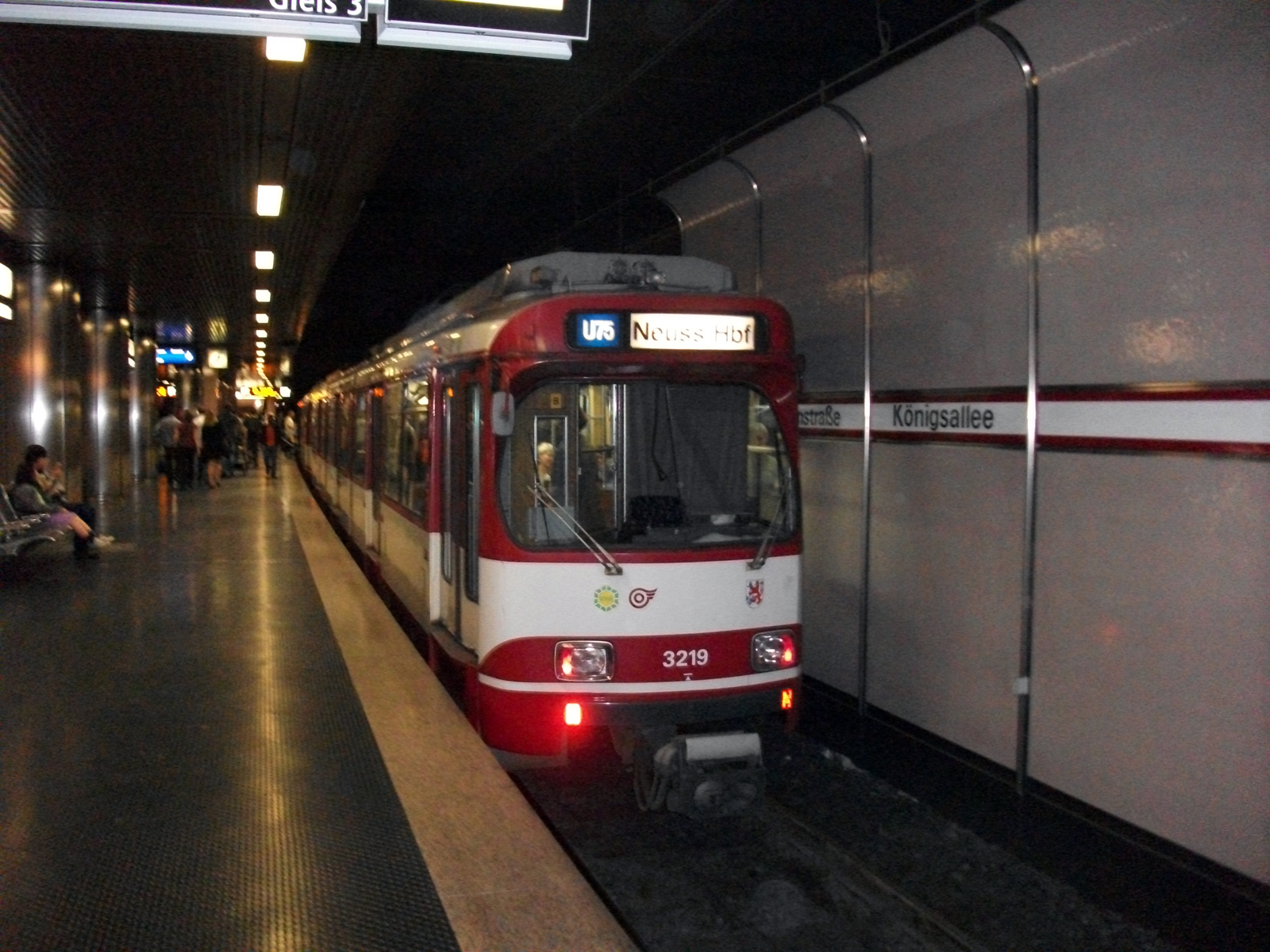
Vůz GT8SU ve stanici Steinstraße, Königsallee
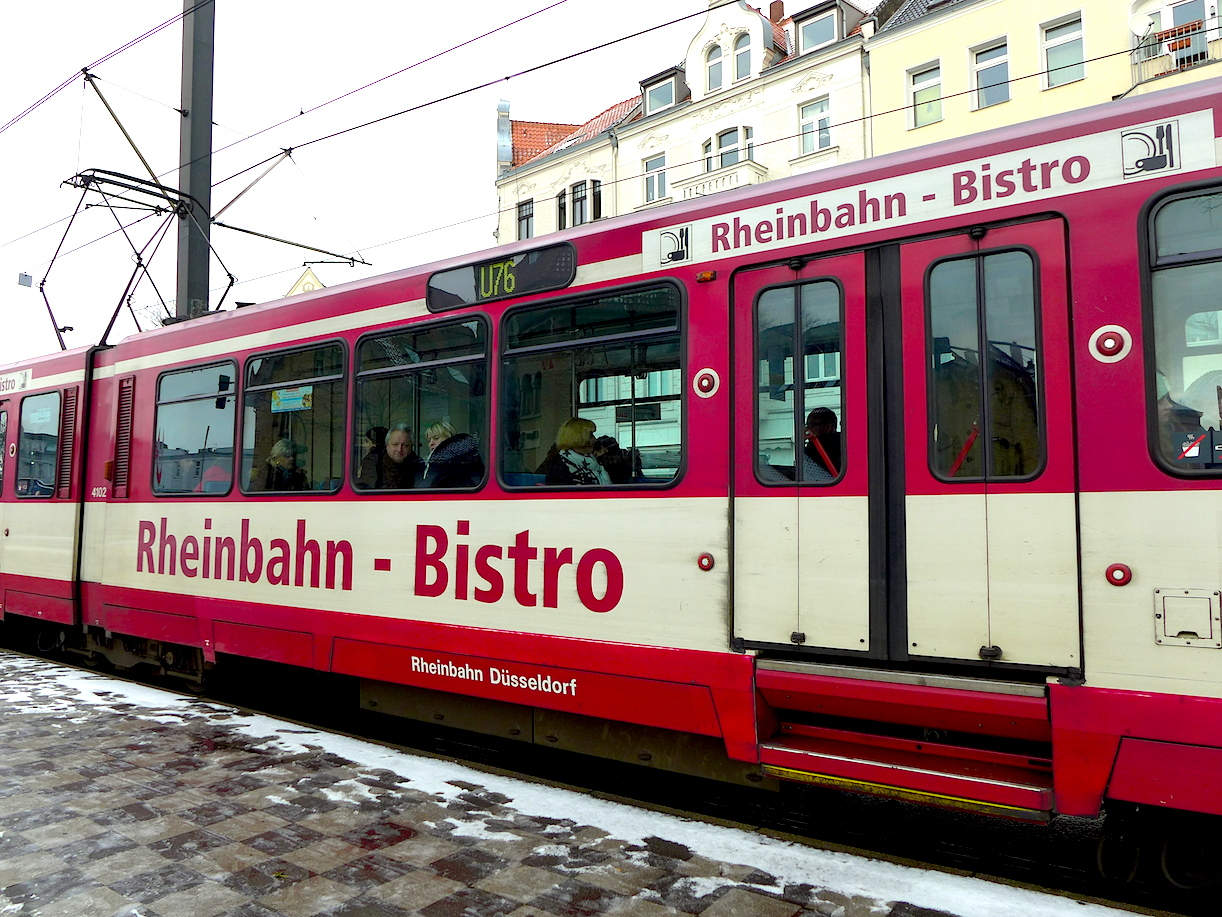
Stadtbahnwagen B s bistro oddílem
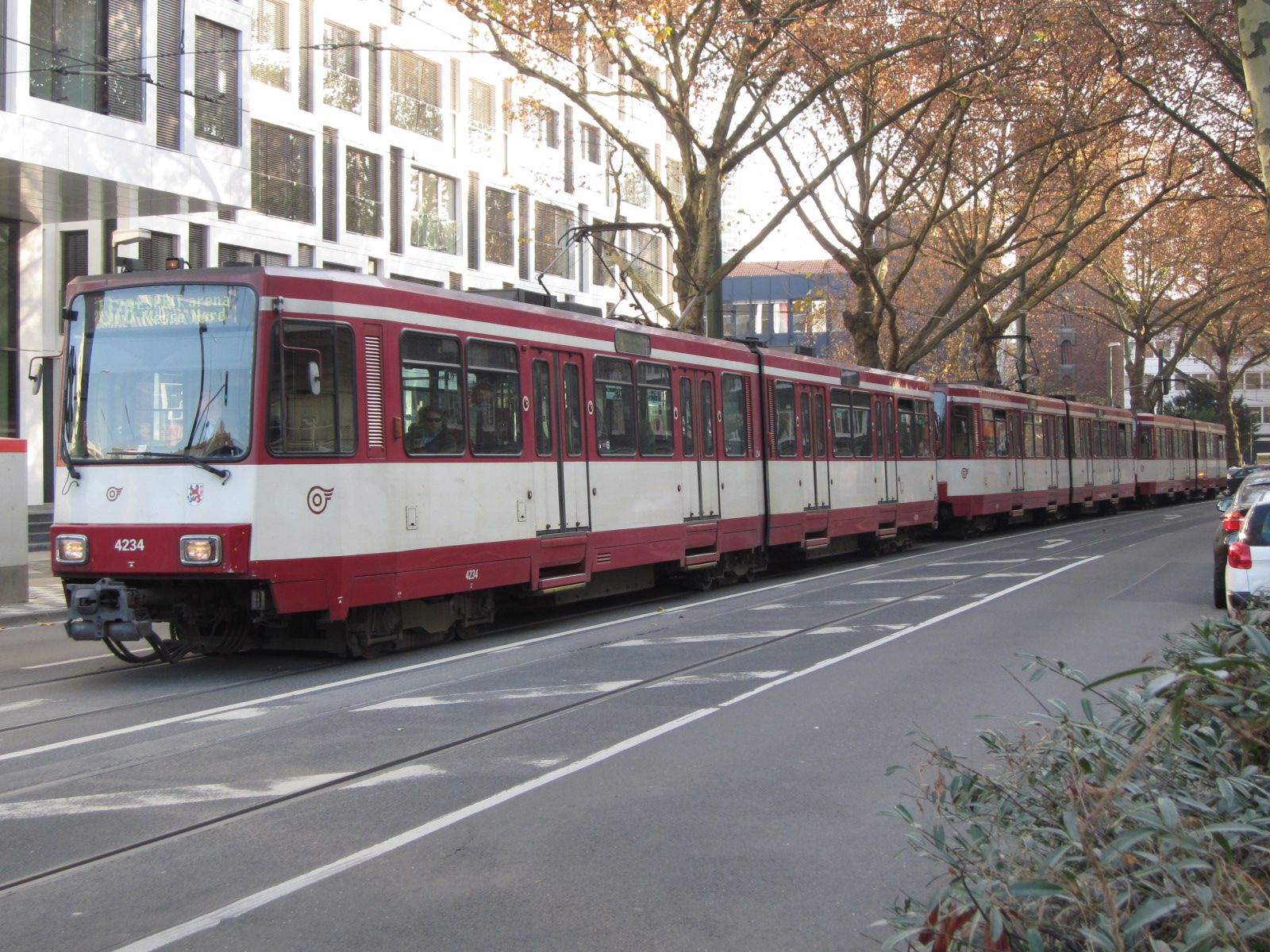
Třívozový vlak směřuje na výstaviště
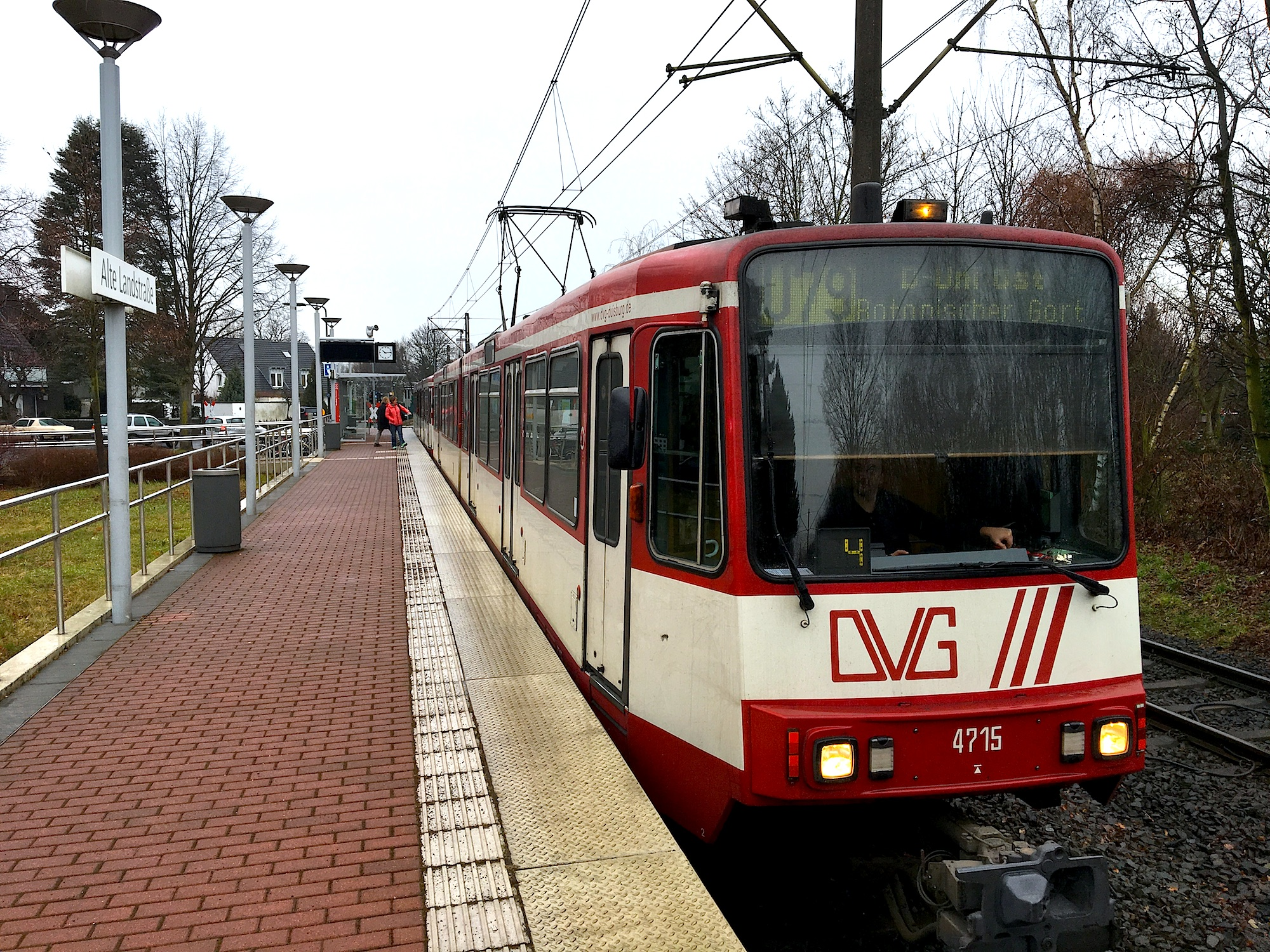
Meziměstská linka U79 a souprava z Duisburgu
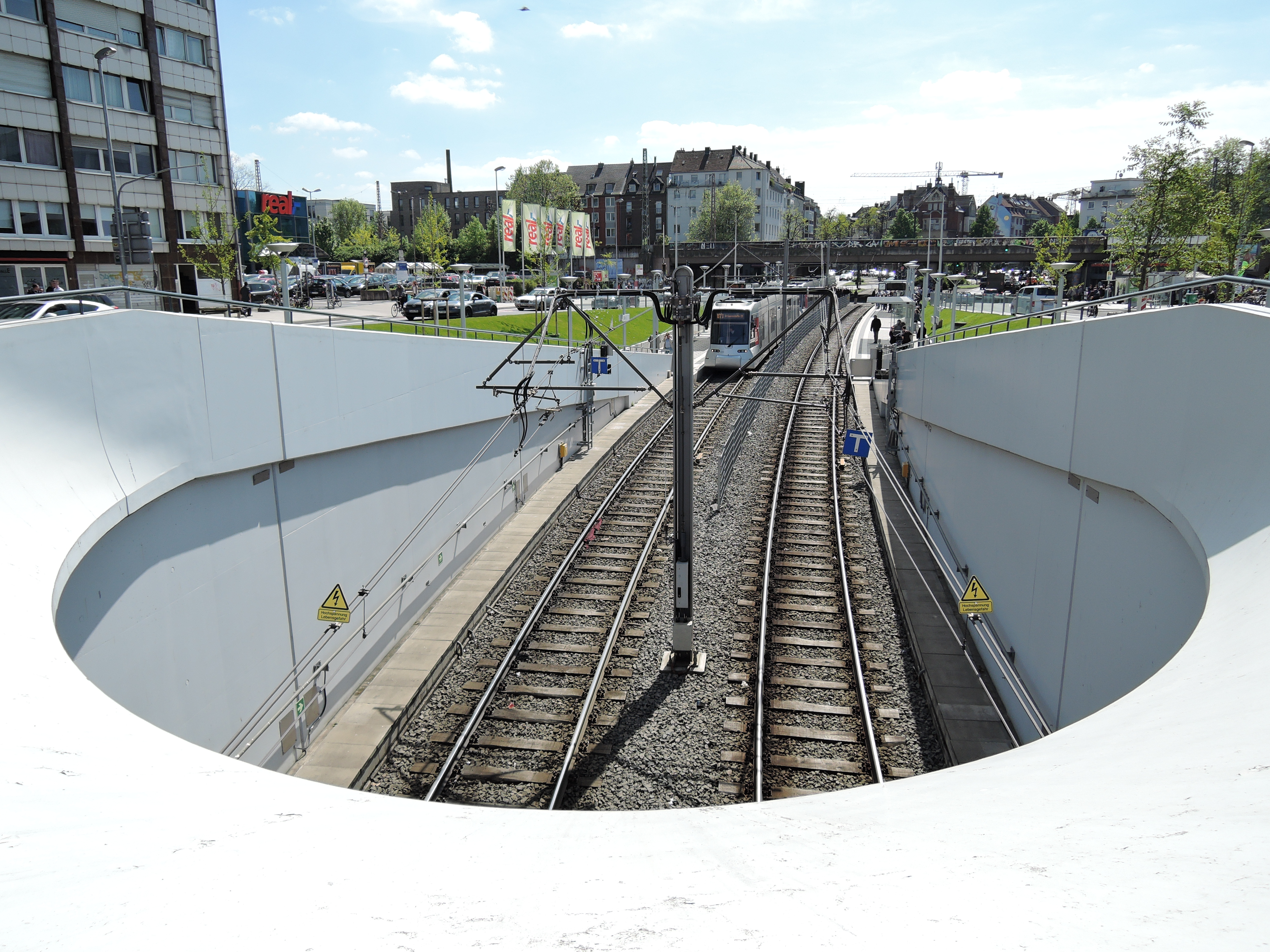
Vjezd do tunelu u nádraží Bilk
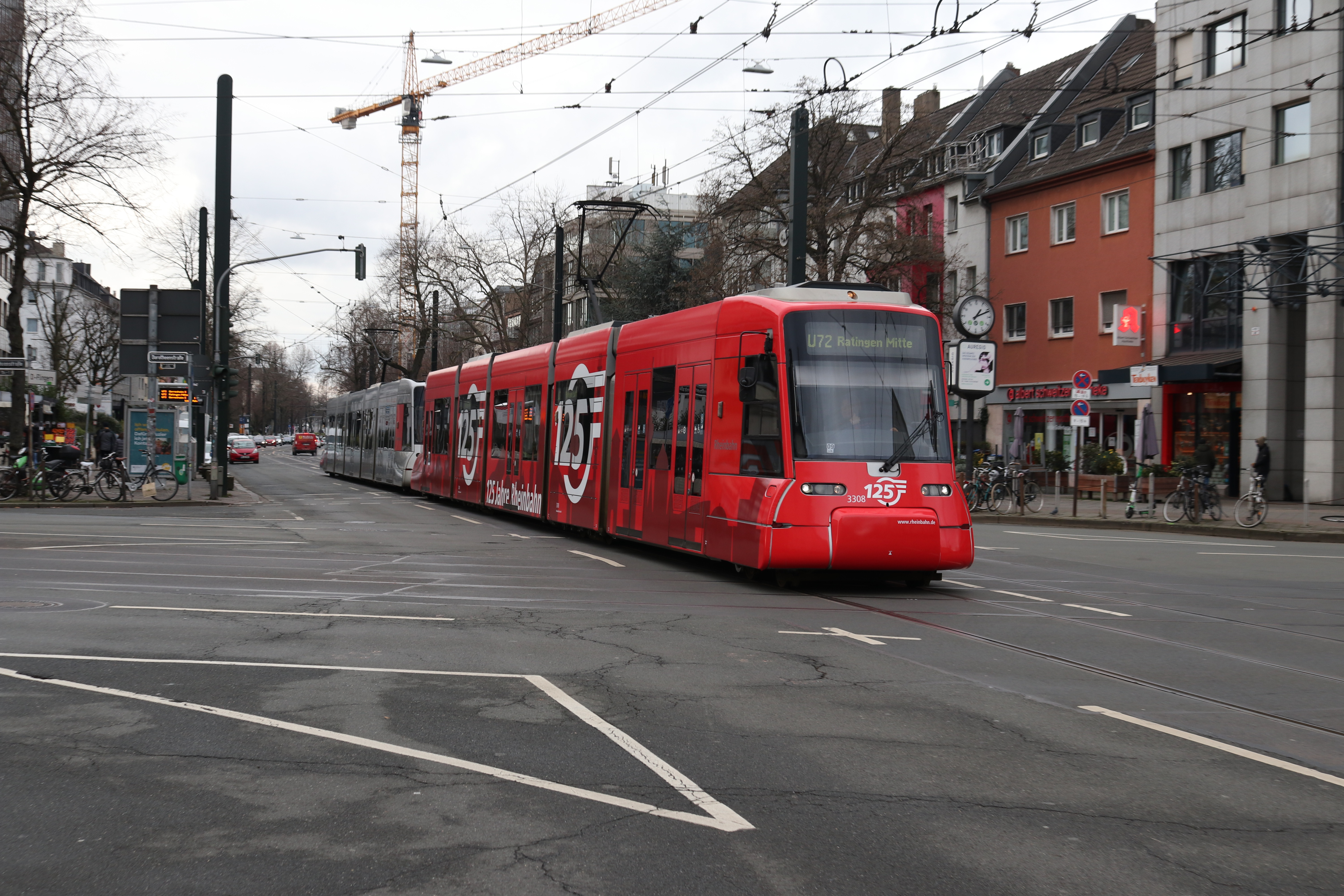
Souprava vozů NF8U na nízkopodlažní lince U72

### Plány do budoucna
Na letiště Düsseldorf má od roku 2024 zajíždět kromě vlaků také nová linka městské dráhy. Úsek Freiligrathplatz – Düsseldorf Flughafen má být také první částí plánované tangenciální tratě, která povede z města Neuss přes výstaviště a letiště do Ratingenu. Připravuje se také výstavba nové tratě mezi stanicemi Reeser Platz a Merkur-Spiel-Arena/Messe Nord, která umožní vedení přímých spojů z centra na letiště přes areál výstaviště.
Dalším připravovaným projektem je prodloužení tunelu na první trase městské dráhy, který nyní končí za stanicí Victoriaplatz/Klever Straße. Vozidla tady vyjíždějí na povrch těsně před frekventovanou křižovatkou s ulicí Kennedydamm a následně projíždí úzkou Kaiserswerther Straße, kde je několik zastávek vybavených pouze nízkými nástupišti. Nový tunel se dvěma podpovrchovými stanicemi by končil až před zastávkou Reeser Platz, odkud již vede dostatečně kapacitní trať na samostatném tělese.